# Ulrika Eleonora kyrka, Helsingfors

Ulrika Eleonora kyrka var en korskyrka i Helsingfors, belägen på Rådhustorget (nuvarande Senatstorget). Kyrkan uppkallades efter den svenska drottningen Ulrika Eleonora. Den byggdes i trä mellan åren 1724 och 1727, byggmästaren var Anders Hackenberg. Kyrkan som var den tredje kyrkan i Helsingfors målades med rödmylla. 
År 1812 blev Helsingfors Finlands huvudstad. Det unga storfurstendömet behövde en representativ huvudstad och man började förändringarna kring Rådhustorget. Många byggnader och Ulrika Eleonora kyrka revs för att ersättas med mera monumentala byggnader.  Kyrkans timmer såldes på en auktion år 1827. Kyrkans predikstol flyttades till Gamla kyrkan och en del inventarierna från kyrkan finns i Helsingfors stadsmuseums samlingar i Sederholms hus. Kyrkans orgel från 1772 finns i Finby kyrka.
År 1939 placerades kyrkans minnesmedaljong på Senatstorget. Den är gjord av Gunnar Finne (1886 - 1952). 